# Pietro Antonio Coppola
Pietro Antonio Coppola (11. prosince 1793 Castrogiovanni – 13. listopadu 1876 Catania) byl italský hudební skladatel.

## Život
Pietro Antonio Coppola se narodil 11. prosince 1793 na Sicílii v městečku Castrogiovanni (od roku 1927 Enna) v rodině skladatele a kapelníka Giuseppe Coppoliho a jeho druhé ženy Felicie Castro da Leonfonte. Přes zjevné nadání, otec nechtěl, aby se Pietro hudbě věnoval. Syn se proto začal učit hudbě potají od svého bratra Francesca. V roce 1795 se rodina přestěhovala do Catanie, kde otec přijal místo koncertního mistra a ředitele Městského divadla, které pak vykonával až do roku 1832. Teprve několik skladeb, které Pietro zkomponoval ve dvanácti letech otce přesvědčilo, aby se sám ujal výuky harmonie a kontrapunktu.
Kolem roku 1815 odešel Pietro studovat do Neapole na konzervatoř Conservatorio della Pietà dei Turchini, kde byli jeho učiteli Niccolò Antonio Zingarelli a Fedele Fenaroli. Jako operní skladatel debutoval 18. ledna 1816 v divadle Teatro del Fondo komickou operou Il figlio del bandito. Ještě v témže roce uvedl v otcově divadle v Catanii operu Artale d'Aragona. V té době psal také mnoho chrámové hudby (např. 5 composizioni di onore di Santa Agata), která se však většinou nedochovala.
V roce 1832 se stal dirigentem orchestru divadla Teatro San Carlo v Neapoli. Velký úspěch zaznamenala opera Nina pazza per amore uvedená 14. února 1835 v divadle Teatro Valle v Římě. V následujících dvou letech byla hrána v šestnácti divadlech Itálie a na všech hlavních operních scénách Evropy i Ameriky. Následovalo několik vesměs úspěšných oper. Spolu se skladateli Gaetanem Donizettim, Giovanni Pacinim, Saverio Mercadantem a Nicolou Vaccai zkomponoval kantátu na oslavu slavné sopranistky Marie Malibranové: Cantata in morte di Maria Malibran, která byla provedena ve Scale 17. března 1838 za účasti předních pěvců té doby.
V roce 1839 odjel do Lisabonu, aby představil publiku novou operu Giovanna I, regina di Napoli. Na základě jejího úspěchu byl jmenován členem Královské konzervatoře a získal místo dirigenta orchestru divadla Teatro Nacional de São Carlos v Lisabonu. Pro toto divadlo napsal operu Ines de Castro. Další úspěch slavil v roce 1843 Římě s operou Il folletto. Po tomto úspěchu byl jmenován členem Akademie svaté Cecilie.
Po návratu do Lisabonu pokračoval v práci dirigenta divadla San Carlos. Komponoval opery na portugalská libreta. Jeho poslední opera Oaunel de Salamao měla premiéru 23. června 1853. Pro své rodné město zkomponoval oratorium Matatia vincitore.
Ve svých sedmdesáti letech se oženil s vdovou, která mu porodila dvě děti. V roce 1871 se vrátil do Portugalska. Žil v Navaře, působil jako kapelník místní katedrály a zkomponoval několik chrámových skladeb. Mezi jiným složil v roce 1876 Requiem na počest Vincenzo Belliniho. 24. září 1876 se Coppola stal členem Akademického královského hudebního institutu ve Florencii.
Zemřel v Catanii 13. listopadu 1876. Jeho posledním dílem byla kantáta Ilvoto sciolto.

## Dílo

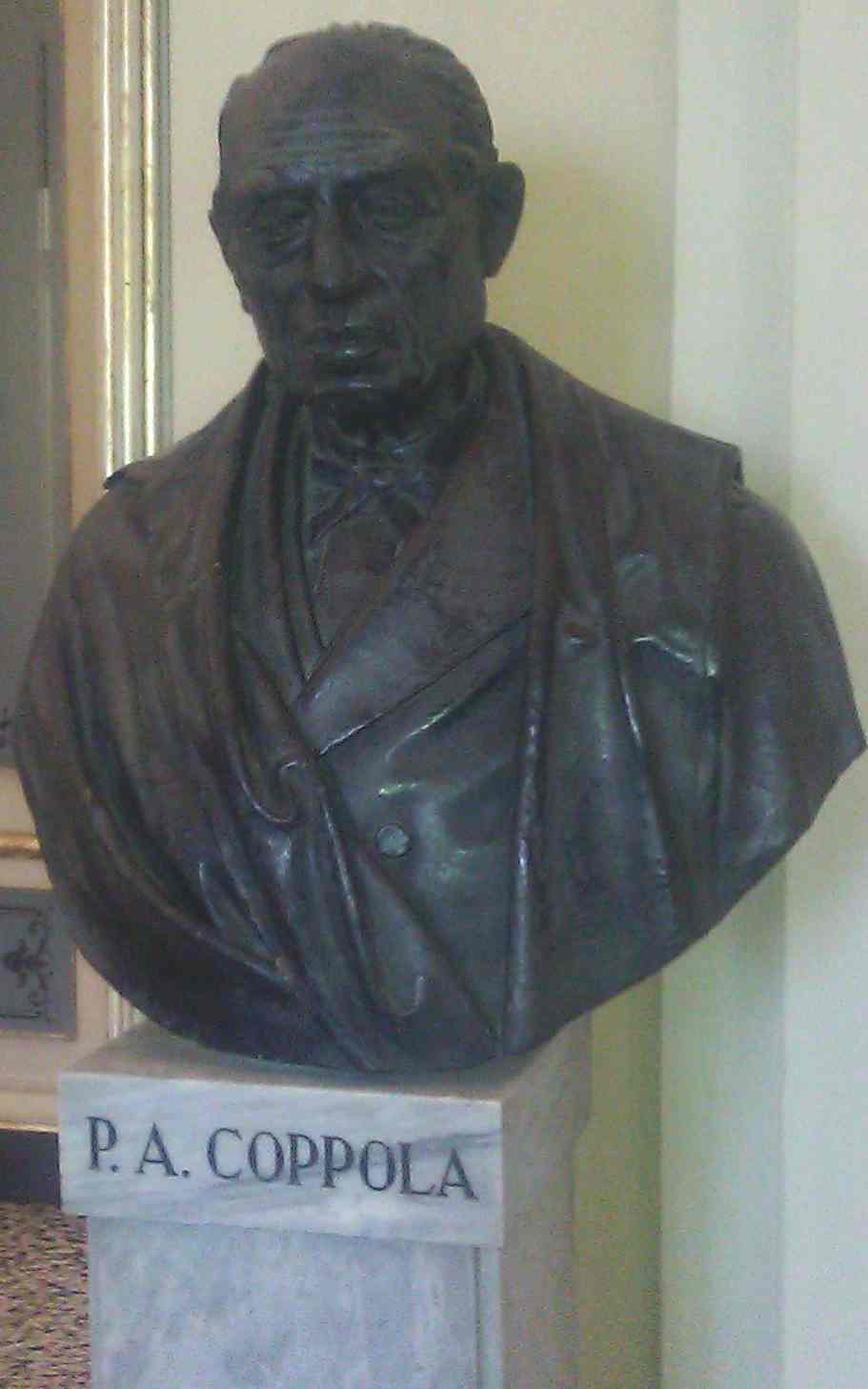
Busta skladatele.

### Opery
- Il figlio bandito, opera buffa (libreto Giuseppe Checcherini, 1816 Neapol, Teatro del Fondo)
- Artale d'Alagona, opera buffa (1816 Catania, Teatro Comunale)
- Il destino, opera seria (1825 Catania, Teatro Comunale)
- l'Achille in Sciro (libretto Pietro Metastasio, 1825 Neapol, Teatro del Fondo)
- Il gondoliere di Venezia ossia Gli sdegni amorosi, intermezzo (libreto Carlo Goldoni, 1833 Milán)
- La Pazza per amore, melodramma semiserio (libreto Jacopo Ferretti, 1835 Řím, Teatro Valle)
- Gl'Illinesi, melodramma serio (libreto Felice Romani, 1835 Turín)
- La festa della rosa ossia Enrichetta Bajenfeld, melodramma giocoso (libreto Jacopo Ferretti, Vídeň, Theater am Kärntnertor)
- La bella Celeste degli Spadari, melodramma giocoso (libreto Calisto Bassi, 1837 Milán)
- Il postiglione di Longjumeau, melodramma comico (libreto Calisto Bassi, 1838 Milán)
- Ines de Castro, tragedia lirica (libreto Salvator Cammarano, 1841 Lisabon)
- Giovanna I regina di Napoli, melodramma (libreto A. Pendola, 1842 Lisabon, Teatro San Carlos)
- Il folletto, opera buffa (libreto Jacopo Ferretti, 1843 Řím)
- L'orfana guelfa, dramma lirico (libreto Gaetano Solito, 1846 Palermo)
- Fingal, dramma lirico (libreto Gaetano Solito, 1847 Palermo)
- O aunel del Salamao, opera buffa (1853 Lisabon)

### Chrámové skladby
- Messa solenne per tenore e bassi (1810)
- 2 Compiete (1819-20)
- 2 Tantum Ergo per tenore (1819, 1827)
- Matatia vincitore (oratorium, 1866 Catania)
- Salve Regina (1873 Catania)
- Messa solenne (1874)
- Messa di requiem

### Jiná vokální díla
- Un cor che prova (árie, 1815)
- Fra i sospiri e fra gli affanni (árie, 1816)
- Inesperte donzellette (árie, 1818)
- La colpa commessa (árie, 1819)
- Caro Dafrti e il dialogo Razia (pastorála, 1825)
- Saffo in Leucadia (kantáta, 1826)
- Il mattino d'un giorno felice (kantáta, 1829)
- Ecco il fiume Simeto (kantáta, 1831)
- Ilvoto sciolto (kantáta, 1876)